# Грачит (містечко, Вісконсин)
Грачит (англ. Gratiot) — місто (англ. town) в США, в окрузі Лафаєтт штату Вісконсин. Населення — 575 осіб (2020).

## Демографія
Згідно з переписом 2010 року, у місті мешкало 550 осіб у 215 домогосподарствах у складі 157 родин. Було 261 помешкання
Расовий склад населення:
| - 99,1 % — білих - 0,5 % — азіатів |

До двох чи більше рас належало 0,4 %. Частка іспаномовних становила 0,4 % від усіх жителів.
За віковим діапазоном населення розподілялося таким чином: 22,9 % — особи молодші 18 років, 63,6 % — особи у віці 18—64 років, 13,5 % — особи у віці 65 років та старші. Медіана віку мешканця становила 44,8 року. На 100 осіб жіночої статі у місті припадало 115,7 чоловіків;  на 100 жінок у віці від 18 років та старших — 113,1 чоловіків також старших 18 років.
Середній дохід на одне домашнє господарство  становив 95 736 доларів США (медіана — 71 667), а середній дохід на одну сім'ю — 110 400 доларів (медіана — 85 313). Медіана доходів становила 52 292 долари для чоловіків та 44 375 доларів для жінок. За межею бідності перебувало 18,4 % осіб, у тому числі 38,7 % дітей у віці до 18 років та 1,8 % осіб у віці 65 років та старших.
Цивільне працевлаштоване населення становило 263 особи. Основні галузі зайнятості: сільське господарство, лісництво, риболовля — 34,2 %, освіта, охорона здоров'я та соціальна допомога — 16,7 %, виробництво — 12,9 %.